# FC Sturm 07
Der FC Sturm 07 war ein österreichischer Fußballverein aus dem Wiener Stadtteil Favoriten. Er spielte in der Zeit zwischen 1912 und 1926 insgesamt 10 Saisonen lang in der Zweiten Klasse beziehungsweise II. Liga. 

## Geschichte
Als Sturm im Jahre 1907 als Favoritner Fussball Klub "STURM" ins Leben gerufen wurde, gab es mit Hertha, Rudolfshügel und Vorwärts schon drei erfolgreiche Klubs in Favoriten, aus deren Schatten der Verein kaum hervortreten konnte. Mit dem Sieg in der Zweiten Klasse B, der dritten Liga, gelang 1912 erstmals der Aufstieg in die Zweitklassigkeit. Sowohl 1912/13 als auch 1913/14 wurde der Klassenerhalt erfolgreich geschafft, während des Ersten Weltkriegs stellte man aber vorübergehend den Spielbetrieb ein. Erst 1916/17 beteiligte sich Sturm 07 wieder an der Zweiten Klasse, der Klub stieg als Tabellenletzter ab. 1918 folgte der sofortige Wiederaufstieg, 1919/20 wurde mit dem sechsten Platz die beste Platzierung der bisherigen Vereinsgeschichte erreicht. Im selben Jahr gelangte der Klub bis ins Viertelfinale des österreichischen Cups, das fast gewonnen wurde. Erst ein Elfmeter zehn Minuten vor Schluss brachte dem Gegner Hakoah das 1:1 und damit die Verlängerung, in der die Favoritner in Unterzahl und mit verletztem Tormann nichts mehr entgegenzusetzen hatten und 1:4 verloren.
Schon 1921 folgte der erneute Abstieg in die Drittklassigkeit, dem wiederum der direkte Wiederaufstieg 1922 entgegengesetzt wurde. Der Verein nannte sich nun Wiener Sport Club "STURM" von 1907. In der Saison 1922/23 erreichte Sturm 07 wieder den sechsten Rang, war aber bald erneut in den Abstiegskampf verwickelt. Letztlich musste der Klub 1925/26 den Gang in die Drittklassigkeit antreten, dem das Abgleiten in tiefere Ligen folgte. Bald spielte man nur noch in der vierten Amateurklasse, der fünften österreichischen Liga. Während des Zweiten Weltkriegs wurde der Spielbetrieb eingestellt, eine Reaktivierung nach Kriegsende erfolgte nicht.

## Erfolge
- 10 × Zweitligateilnahme: 1913–1914, 1917, 1919–1921, 1923–1926 (6. Platz 1920, 1923)
- 1 × Cup-Viertelfinale: 1920